# Hemicytherura cellulosa
Hemicytherura cellulosa is een mosselkreeftjessoort uit de familie van de Cytheruridae. De wetenschappelijke naam van de soort is voor het eerst geldig gepubliceerd in 1865 door Norman.